# いつもこの場所で
「いつもこの場所で」（いつもこのばしょで）は、日本の女性歌手、彩音の17枚目のシングル。2013年4月24日に5pb.Recordsより発売された。

## 概要
- 前作「cry out」以来10ヶ月ぶりとなるリリースであり、2013年1作目のシングル。
- 表題曲は角川映画配給アニメ映画『劇場版 STEINS;GATE 負荷領域のデジャヴ』のエンディングテーマに起用されている[1]。

## チャート成績
オリコン週間チャートで初登場34位を獲得し、初動売上は2,773枚を記録した。チャート登場回数は6回、累計5,553枚のセールスを記録した。

## 収録曲
| #         | タイトル                            | 作詞       | 作曲       | 編曲       | 時間  |
| --------- | ----------------------------------- | ---------- | ---------- | ---------- | ----- |
| 1.        | 「いつもこの場所で」                | 志倉千代丸 | 志倉千代丸 | 奥山アキラ | 5:21  |
| 2.        | 「Foresight Oscillator」            | 江幡育子   | 磯江俊道   | 磯江俊道   | 4:54  |
| 3.        | 「いつもこの場所で」(off vocal)     |            |            |            | 5:21  |
| 4.        | 「Foresight Oscillator」(off vocal) |            |            |            | 4:51  |
| 合計時間: | 合計時間:                           | 合計時間:  | 合計時間:  | 合計時間:  | 20:27 |

## 参加ミュージシャン
| いつもこの場所で - Programming & Guitar：奥山アキラ - Strings Arrange：牧戸太郎 - Chorus：ENA☆ - Strings：Eminence Symphony Orchestra - Conductor：由良浩明 - Manager of the Eminence Symphony Orchestra：Travis McEwen | Foresight Oscillator - Guitar：伊東ヒロム - Chorus：彩音、江幡育子 |

## スタッフ・クレジット
| Recording Director：Jun Murakami Recording Studio: DAIKANAYAMA MAGES. STUDIO、Trackdown Scoring Stage、Sydney Fox Studio EQ (#1)、ZIZZ STUDIO (#2) Mixing：prime sound studio form (#1)、GROOVE ONE AGARIHAMA STUDIO (#2) Recording Engineer：大串浩彰, Daniel Brown (#1) Mixing Engineer：大串浩彰 (#1)、井口進 (#2) Mastering Studio：MTC Mastering Mastering Engineer：上田佳子 |